# Viffort
Viffort est une commune française située dans le département de l'Aisne, en région Hauts-de-France.

## Géographie
Viffort est située dans le département de l'Aisne, à vol d'oiseau à 68,6 km au sud de la préfecture de Laon, et à 10,2 km au sud-est de la sous-préfecture de Château-Thierry. Elle se trouve à 82 km à l'est de Paris.
Le ruisseau de Vilzeaux est le principal cours d'eau qui traverse la commune.
La commune est limitrophe avec cinq communes, Montfaucon (2,5 km), Rozoy-Bellevalle (4,3 km), Montlevon (6 km), Nesles-la-Montagne (6,7 km) et Dhuys et Morin-en-Brie (8,8 km).
|                  | Nesles-la-Montagne |                                                             |
| Montfaucon       | Viffort            | Montlevon                                                   |
| Rozoy-Bellevalle |                    | Dhuys et Morin-en-Brie (Cne deléguée de Fontenelle-en-Brie) |

### Hydrographie
La commune est située dans le bassin Seine-Normandie. Elle est drainée par le ru du Dolloir, le fossé 01 de la Gluasse, le fossé 01 de Vilzeaux et le ruisseau de Vilzeaux,,.
Le ru du Dolloir, d'une longueur de 14 km, prend sa source dans la commune  et se jette  dans la Marne à Azy-sur-Marne, après avoir traversé cinq communes. 

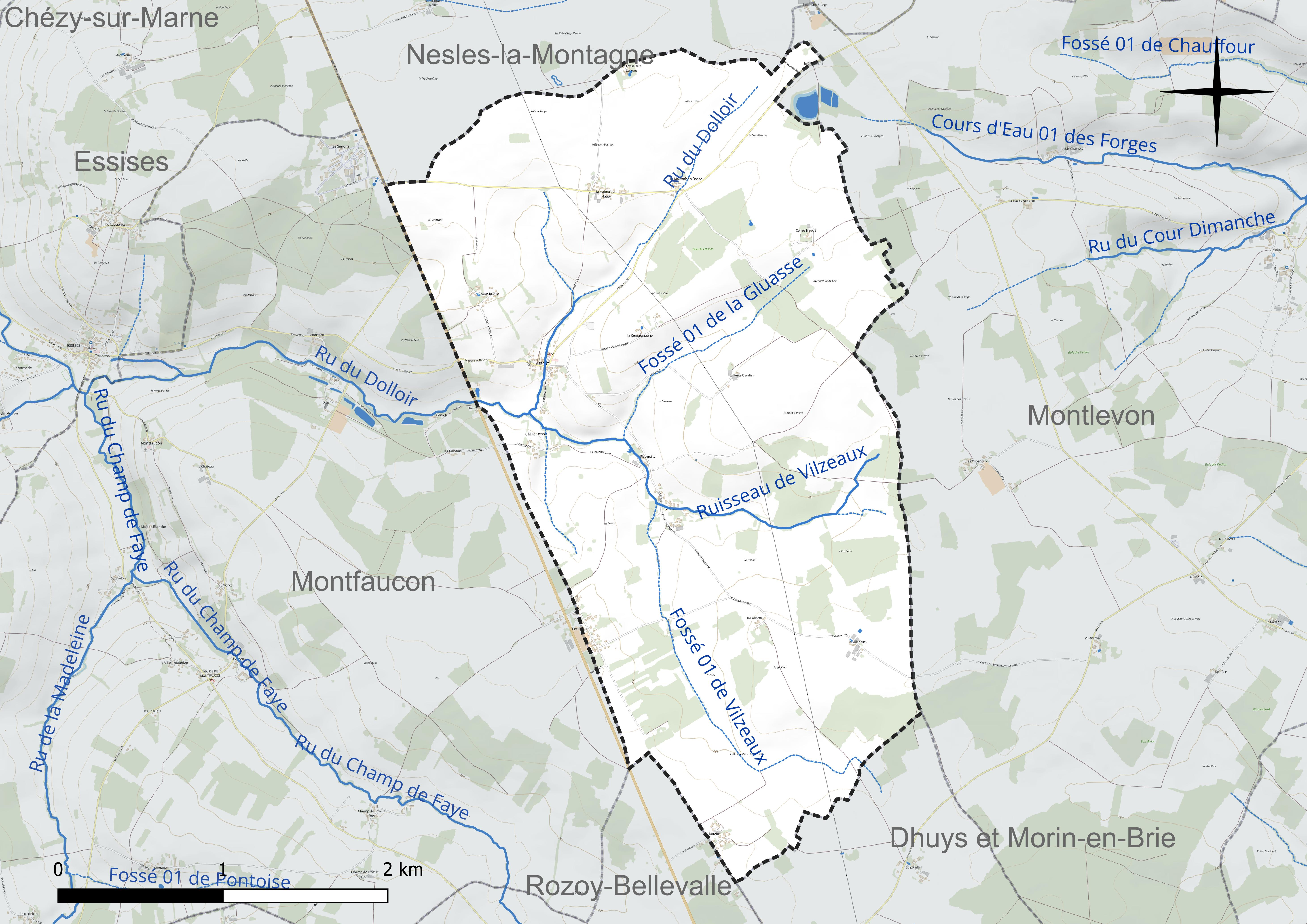
Réseau hydrographique de Viffort.

### Climat
Pour des articles plus généraux, voir Climat des Hauts-de-France et Climat de l'Aisne.
En 2010, le climat de la commune est de type climat océanique dégradé des plaines du Centre et du Nord, selon une étude du CNRS s'appuyant sur une série de données couvrant la période 1971-2000. En 2020, Météo-France publie une typologie des climats de la France métropolitaine dans laquelle la commune est exposée à un climat océanique altéré et est dans la région climatique Nord-est du bassin Parisien, caractérisée par un ensoleillement médiocre, une pluviométrie moyenne régulièrement répartie au cours de l'année et un hiver froid (3 °C).
Pour la période 1971-2000, la température annuelle moyenne est de 10,1 °C, avec une amplitude thermique annuelle de 15,4 °C. Le cumul annuel moyen de précipitations est de 770 mm, avec 12,2 jours de précipitations en janvier et 8,4 jours en juillet. Pour la période 1991-2020, la température moyenne annuelle observée sur la station météorologique la plus proche, située sur la commune de Blesmes à 9 km à vol d'oiseau, est de 10,6 °C et le cumul annuel moyen de précipitations est de 713,0 mm,. Pour l'avenir, les paramètres climatiques de la commune estimés pour 2050 selon différents scénarios d'émission de gaz à effet de serre sont consultables sur un site dédié publié par Météo-France en novembre 2022.

## Urbanisme

### Typologie
Au 1er janvier 2024, Viffort est catégorisée commune rurale à habitat dispersé, selon la nouvelle grille communale de densité à 7 niveaux définie par l'Insee en 2022.
Elle est située hors unité urbaine. Par ailleurs la commune fait partie de l'aire d'attraction de Paris, dont elle est une commune de la couronne,.

### Occupation des sols
L'occupation des sols de la commune, telle qu'elle ressort de la base de données européenne d'occupation biophysique des sols Corine Land Cover (CLC), est marquée par l'importance des territoires agricoles (89,4 % en 2018), une proportion identique à celle de 1990 (89,4 %). La répartition détaillée en 2018 est la suivante : 
terres arables (69 %), prairies (20,3 %), forêts (10,6 %).
L'évolution de l'occupation des sols de la commune et de ses infrastructures peut être observée sur les différentes représentations cartographiques du territoire : la carte de Cassini (XVIIIe siècle), la carte d'état-major (1820-1866) et les cartes ou photos aériennes de l'IGN pour la période actuelle (1950 à aujourd'hui).

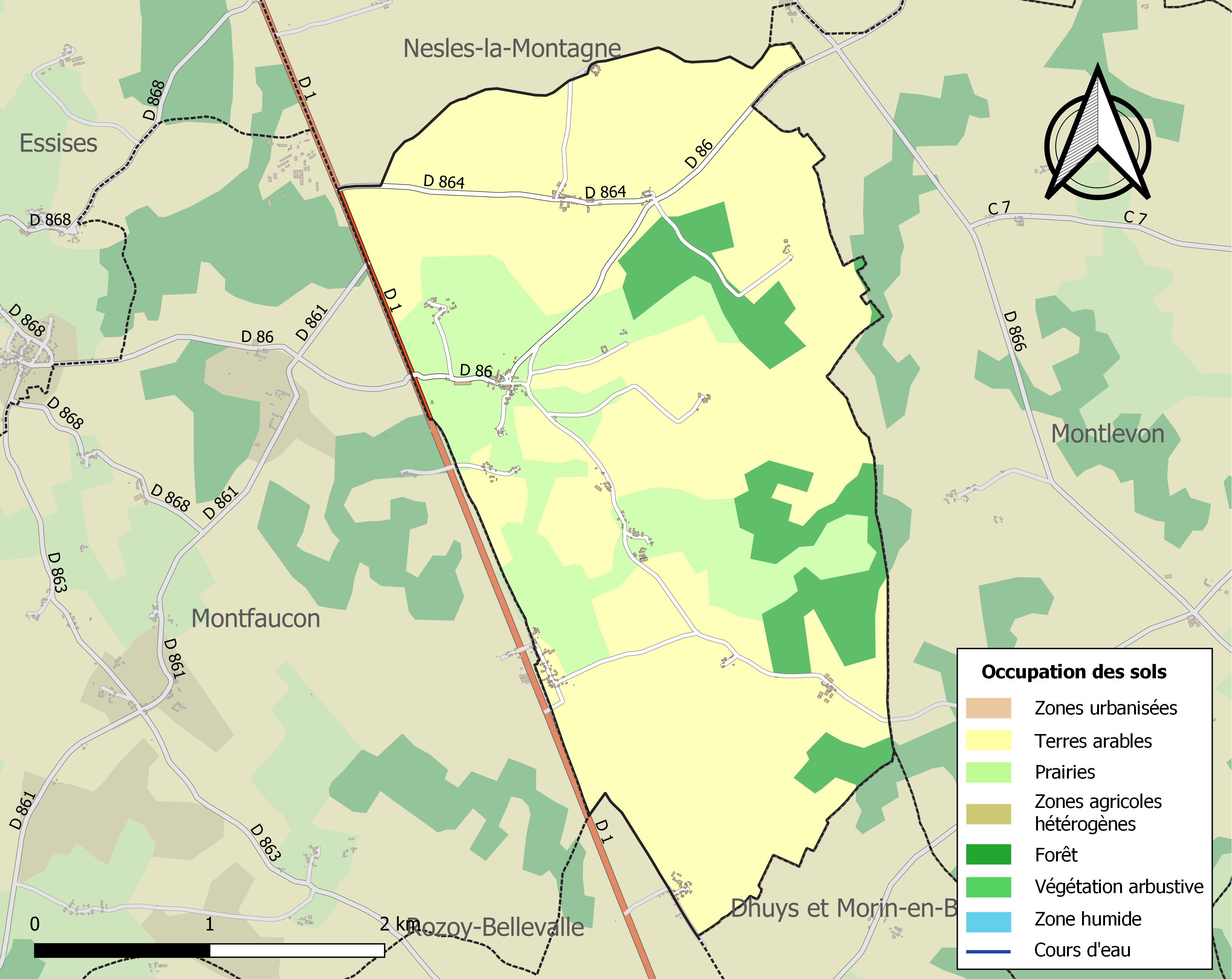
Carte de l'occupation des sols de la commune en 2018 (CLC).

## Toponymie
Le nom de la localité est attesté en 1210, sur le cartulaire de l'abbaye Saint-Jean-des-Vignes, sous le nom de « Vicus fortis ».
Du latin vicus « village » et l'adjectif fortis « fort, résistant, courageux ».

## Histoire
Initialement, Viffort se trouve dans l'ancienne Brie Galeuse, ou Galvèse, avant de faire partie de la Brie Champenoise,.
La commune de Viffort est propriété et seigneurie des chevaliers de Malte dont la maison dépend de la Commanderie de La Ferté-Gaucher.
En novembre 1237, le seigneur de Montmirail donne cent sols de rente à la Maison du Temple de Viffort à prendre le jour de la Saint Martin d'hiver, chaque année.
Le 11 février 1814, durant la campagne de France de 1814, le général Yorck Johann David Ludwig Yorck von Wartenburg (1759/1830) concentra son corps de troupe autour de Viffort et y établit son quartier général.
Après la victoire française à Montmirail, alors que les troupes du général Yorck se replient en direction de Château-Thierry, celles du général Sacken se replient sur Viffort, protégées par la cavalerie prussienne qui occupe les hauteurs du village. Le 12 février 1814, dès la pointe du jour le 3e régiment de gardes d'honneur de la Garde impériale repoussent les tirailleurs du général Katzler et s'emparent de plusieurs pièces d'artillerie.
100 ans plus tard, Viffort est le théâtre de combats lors de la bataille des Deux Morins,, l'une des composantes de la bataille de la Marne.

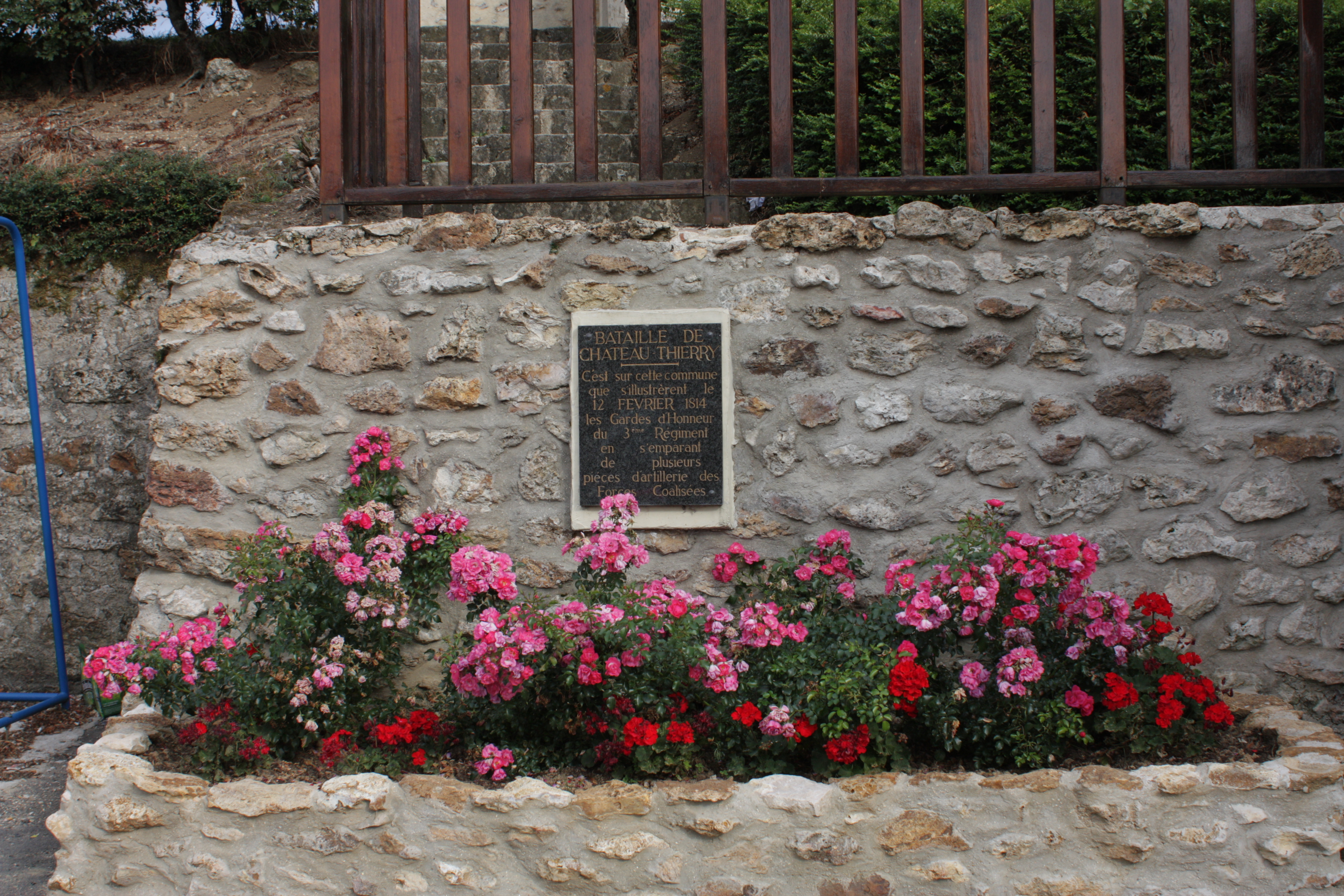
Plaque commémorative de la bataille de Château-Thierry en 1814.

### Les Templiers et les Hospitaliers
Il a existé dans la commune une commanderie templière qui dépendait de celle de La Ferté-Gaucher qui est transférée aux Hospitaliers de l'ordre de Saint-Jean de Jérusalem.

## Politique et administration

### Découpage territorial
La commune de Viffort est membre de la communauté d'agglomération de la Région de Château-Thierry, un établissement public de coopération intercommunale (EPCI) à fiscalité propre créé le 1er janvier 2017 dont le siège est à Étampes-sur-Marne. Ce dernier est par ailleurs membre d'autres groupements intercommunaux.
Sur le plan administratif, elle est rattachée à l'arrondissement de Château-Thierry, au département de l'Aisne et à la région Hauts-de-France. Sur le plan électoral, elle dépend du  canton d'Essômes-sur-Marne pour l'élection des conseillers départementaux, depuis le redécoupage cantonal de 2014 entré en vigueur en 2015, et de la cinquième circonscription de l'Aisne  pour les élections législatives, depuis le dernier découpage électoral de 2010.

### Administration municipale
| Période                                  | Période                       | Identité           | Étiquette | Qualité  |
| ---------------------------------------- | ----------------------------- | ------------------ | --------- | -------- |
| Les données manquantes sont à compléter. |                               |                    |           |          |
| vers 1960                                |                               | Noulot             |           |          |
| -                                        | -                             | -                  |           |          |
| mars 1983                                | mars 2001                     | Marcel Bandry      |           |          |
| mars 2001                                | mars 2008                     | Gérard Travella    |           |          |
| mars 2008                                | mars 2014                     | Nicole Jonville    |           |          |
| mars 2014                                | mai 2020                      | Béatrice Jeziorski | SE        | Employée |
| mai 2020                                 | En cours (au 14 juillet 2020) | Didier Banbry      |           |          |

## Démographie
L'évolution du nombre d'habitants est connue à travers les recensements de la population effectués dans la commune depuis 1793. Pour les communes de moins de 10 000 habitants, une enquête de recensement portant sur toute la population est réalisée tous les cinq ans, les populations de référence des années intermédiaires étant quant à elles estimées par interpolation ou extrapolation. Pour la commune, le premier recensement exhaustif entrant dans le cadre du nouveau dispositif a été réalisé en 2004.

En 2022, la commune comptait 314 habitants, en évolution de −3,09 % par rapport à 2016 (Aisne : −1,97 %, France hors Mayotte : +2,11 %).
| 1793 | 1800 | 1806 | 1821 | 1831 | 1836 | 1841 | 1846 | 1851 |
| ---- | ---- | ---- | ---- | ---- | ---- | ---- | ---- | ---- |
| 210  | 314  | 343  | 315  | 382  | 386  | 404  | 379  | 374  |

| 1856 | 1861 | 1866 | 1872 | 1876 | 1881 | 1886 | 1891 | 1896 |
| ---- | ---- | ---- | ---- | ---- | ---- | ---- | ---- | ---- |
| 374  | 372  | 391  | 326  | 378  | 338  | 345  | 330  | 338  |

| 1901 | 1906 | 1911 | 1921 | 1926 | 1931 | 1936 | 1946 | 1954 |
| ---- | ---- | ---- | ---- | ---- | ---- | ---- | ---- | ---- |
| 370  | 353  | 315  | 301  | 314  | 268  | 259  | 231  | 259  |

| 1962 | 1968 | 1975 | 1982 | 1990 | 1999 | 2004 | 2006 | 2009 |
| ---- | ---- | ---- | ---- | ---- | ---- | ---- | ---- | ---- |
| 249  | 207  | 186  | 207  | 236  | 212  | 275  | 280  | 328  |

| 2014 | 2019 | 2022 | - | - | - | - | - | - |
| ---- | ---- | ---- | - | - | - | - | - | - |
| 324  | 313  | 314  | - | - | - | - | - | - |

## Culture locale et patrimoine

### Lieux et monuments

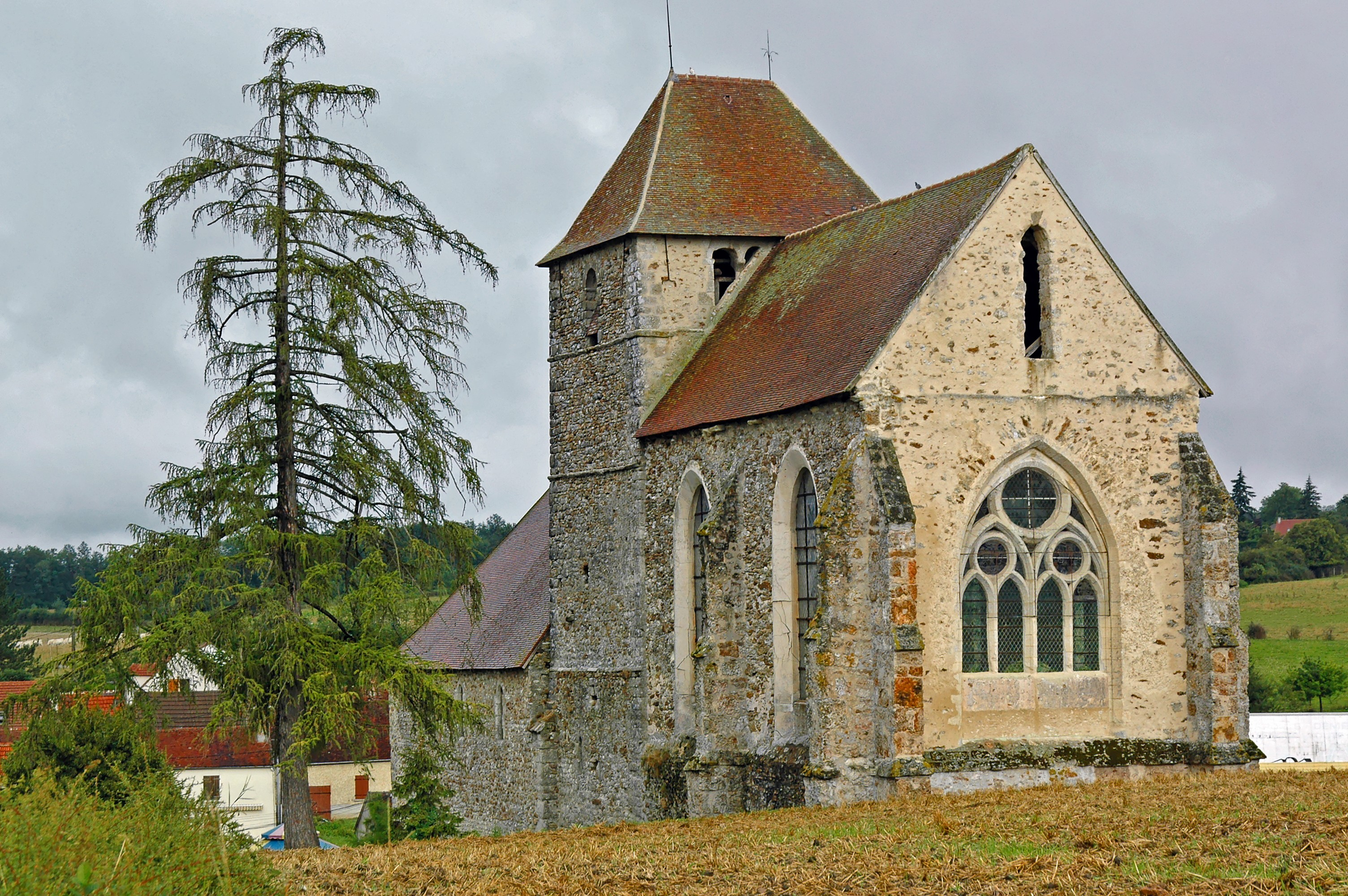
L'église de Viffort.

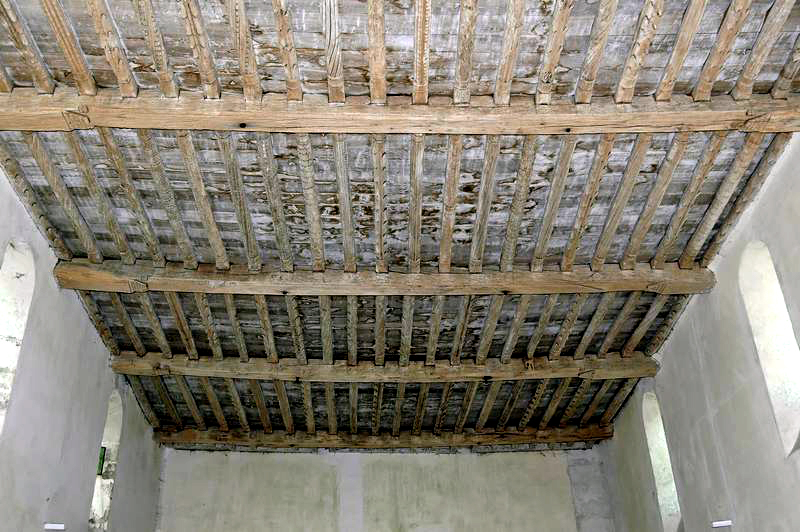
Le plafond de l'église.

- La commune de Viffort fut propriété et seigneurie des Hospitaliers de l'ordre de Saint-Jean de Jérusalem dont la maison dépendait de la commanderie de La Ferté-Gaucher.
- Église de la Nativité-de-la-Sainte-Vierge : nef du XIIe siècle plafonnée au XVIe, chœur ogival du XIIIe et vitraux du XVIe. Les poutres en bois ont été sculptées par des lépreux à la maladrerie de Montlevon et sont toutes différentes.
- Voir également le lavoir et son abreuvoir sur la place de la Mairie et les restes du moulin Adam dans la ruelle qui se trouve en face de la mairie.
- Le lavoir et son abreuvoir : Les chevaux de l'empereur Napoléon Ier et de son armée s'y abreuvent le 12 Février 1814 (plaque commémorative scellée par les amis du souvenir napoléonien).
- Hameaux, faubourgs, quartiers, lieux dits et écarts : La Grouilliere, Soulaville, Pertibout, Guillauche, Le Chêne-Benoît, Vilzeau, La Pisserotte, Le Moulin Adam, La Fosse aux Larrons, La Malmaison Basse et Haute, La Commanderie, La Croisette, La Villeneuve, La Fosse Gaudier, La Cense, Les Grenots ainsi que la Ferme des Grenots.